# Josep Julien i Ros
Josep Julien i Ros   (Barcelona, 21 de gener de 1966), conegut per Josep Julien, és un actor de teatre, de cinema i de televisió català. Tot i néixer a Barcelona, va viure fins als 20 anys a Sabadell.
És llicenciat en interpretació per l'Institut del Teatre de Barcelona, ha treballat com a actor amb Manel Dueso, Àlex Rigola, Lurdes Barba, Josep Maria Mestres, David Selvas, Joan Lluís Bozzo o Javier Daulte, entre d'altres. També treballa regularment a televisió a sèries com Sitges, Secrets de família, La Riera, El cor de la ciutat, Ell i ella, Cuéntame cómo pasó o Amar es para siempre. També ha fet anuncis per a la televisió.
Va treballar com a hoste al programa Lluna de mel, el concurs dirigit per La Trinca per a la productora Gestmusic Endemol per emetre a les televisions autonòmiques de 1993 a 1994 per a TV3, presentat per Montse Guallar i Caballé.
El 2006 va guanyar el Premi Octubre de Teatre. Així mateix, ha estat premiat amb el premi de la fundació Romea o el 50è aniversari de Crèdit Andorrà.

## Obres

### Teatre
Com a actor
- 2000: Caça de rates
- 2003: Refugiats
- 2006: Mika i el paradís
- 2006: Las otras
- 2007: Intimitat
- Aloma
- La gavina
- Benefactors
- Tot esperant Godot

Com a director
- 1997: Absolutament lluny
- 2006: Anitta Split
- 2007: Sex n'drugs n'Johan Cruyff, premi Octubre de teatre

### Cinema
- 2001: Anita no perd el tren, de Ventura Pons
- 2003: Excuses!, de Joel Joan
- 2005: Sense tu, de Raimon Masllorens
- 2007: Els Totenwackers, d'Ibón Cormenzana
- 2007: Vida de família, de Llorenç Soler
- 2010: La mosquitera, d'Agustí Vila
- 2014: Born, de Claudio Zulian

### Televisió
- 1995: Secrets de família
- 1996: Sitges
- 2000: Laberint d'ombres
- 2001: Ell i ella
- 2003-2004: El cor de la ciutat
- 2005: A tortas con la vida
- 2006-2007: Porca misèria
- 2011: Cuéntame cómo pasó
- 2011: La Riera
- 2012: Amar es para siempre
- 2015: Cites
- 2017-1019: Com si fos ahir

## Premis i reconeixements
- 2022: Premi de teatre Ciutat d'Alzira Palanca i Roca per Carn humana[5]